# Vicente Pires
Vicente Pires est une région administrative du District fédéral au Brésil. 